# Sergueï Roldouguine
Sergueï Pavlovitch Roldouguine (en russe : Серге́й Па́влович Ролду́гин), né le 28 septembre 1951, est un violoncelliste professionnel et homme d'affaires russe. De 2002 à 2004, il est recteur du conservatoire Rimski-Korsakov de Saint-Pétersbourg. Il est nommé artiste du peuple de la fédération de Russie en 2005.

## Biographie
Fils de Pavel Raldouguine, un militaire, Sergueï naît dans l'oblast de Sakhaline. Son père est ensuite muté à Riga, alors en République socialiste soviétique de Lettonie où Sergueï est scolarisé dans une école d'enseignement letton, il maitrise de ce fait cette langue. Ses parents seront enterrés à Riga et une partie de la famille y vit toujours.
Sergueï commence à apprendre à jouer du piano à l'âge de cinq ans et du violoncelle à l'âge de huit ans. En 1970, il est diplômé de l'école de musique Emīls Dārziņš (en). Il poursuit ses études au conservatoire Rimski-Korsakov de Saint-Pétersbourg et, alors qu'il est encore étudiant, intègre l'Orchestre philharmonique de Saint-Pétersbourg sous la direction d'Ievgueni Mravinski.
En 1980, il est lauréat du Festival du Printemps de Prague.
De 1984 à 2003, il est le premier violoncelle de la formation des violoncelles du Théâtre Mariinsky.

## Fortune et relations avec Vladimir Poutine
Ami de jeunesse de Vladimir Poutine, il est le parrain de sa fille Maria Vorontsova.
En 2005, Sergueï Roldouguine devient un actionnaire minoritaire de la Rossiya Bank, après avoir acheté 3,96 % des actions pour 375 millions de roubles soit environ 10,7 millions d’euros d’après le cours de l’époque[réf. souhaitée].
En avril 2016, dans le cadre de l'affaire Panama Papers, il est relié à sept sociétés offshores créées au Panama, dont Sunbarn, Sonnette Overseas, International Media Overseas et Raytar Limited. Ces sociétés sont gérées par la Rossiya Bank, , dont le principal actionnaire est Iouri Kovaltchouk, un autre proche de Vladimir Poutine.  
Il apparaît qu'à travers International Media Overseas, Roldouguine, qui se définit lui-même comme n'étant « pas un businessman », possède 12,5 % des parts de la plus grosse régie publicitaire russe, Video International, qui génère des revenus supérieurs à 1 milliard d'euros par an, participation gardée secrète jusque-là.

## Sanctions
Il est sujet à des sanctions de différents pays pour sa proximité financière avec Poutine, et ses avoirs sont gelés. Les principaux motifs sont : « Selon l’enquête du Consortium international des journalistes d’investigation, Roldugin porte la responsabilité d’avoir “drainé” au moins 2 milliards de dollars US par l’intermédiaire de banques et d’entreprises offshore faisant partie du réseau financier caché du président de la Fédération de Russie Vladimir Poutine. Il a également participé au “lavomatic Troïka”, système par lequel il a brassé des milliards de dollars US ».

## Ouvrage
- À la Première Personne (2000)